# Antone (Oregón)
Antone es un despoblado ubicado en el condado de Wheeler en el estado estadounidense de Oregón. Antone se encuentra ubicado a lo largo de la U.S. Route 26 cerca de Mitchell.

## Geografía
Antone se encuentra ubicada en las coordenadas 44°28′15.71″N 119°48′31.16″O / 44.4710306, -119.8086556.